# Heart Butte
Heart Butte és una concentració de població designada pel cens dels Estats Units a l'estat de Montana. Segons el cens del 2000 tenia 698 habitants.

## Demografia
Segons el cens del 2000, Heart Butte tenia 698 habitants, 164 habitatges, i 142 famílies. La densitat de població era de 59,9 habitants per km².
Dels 164 habitatges en un 59,1% hi vivien nens de menys de 18 anys, en un 53,7% hi vivien parelles casades, en un 26,2% dones solteres, i en un 13,4% no eren unitats familiars. En el 12,8% dels habitatges hi vivien persones soles el 3% de les quals corresponia a persones de 65 anys o més que vivien soles. El nombre mitjà de persones vivint en cada habitatge era de 4,16 i el nombre mitjà de persones que vivien en cada família era de 4,56.
Per edats la població es repartia de la següent manera: un 44,1% tenia menys de 18 anys, un 9,9% entre 18 i 24, un 26,1% entre 25 i 44, un 15,6% de 45 a 60 i un 4,3% 65 anys o més.
L'edat mediana era de 21 anys. Per cada 100 dones de 18 o més anys hi havia 96 homes.
La renda mediana per habitatge era de 20.885 $ i la renda mediana per família de 20.990 $. Els homes tenien una renda mediana de 24.375 $ mentre que les dones 20.000 $. La renda per capita de la població era de 6.845 $. Aproximadament el 42% de les famílies i el 44,7% de la població estaven per davall del llindar de pobresa.

## Poblacions més properes
El següent diagrama mostra les poblacions més properes.